# Anke-Eve Goldmann

Künstlerische Illustration/Collage von Anke-Eve Goldmann, basierend auf alten Zeitungsfotos und ihrem Namen/Spitznamen

Anke-Eve Goldmann, verheiratete Kimmel-Goldmann, (* 27. November 1929 in Berlin) ist eine ehemalige deutsche Motorradrennfahrerin und Motorrad-Journalistin. Sie arbeitete unter anderem für die Motorradzeitschriften Cycle World, Motorrad und Moto Revue.

## Leben
Anke-Eve Goldmann wuchs in Berlin auf. Während des Zweiten Weltkriegs zog ihre Familie wegen der Bombenangriffe und dem damit zusammenhängenden Mangel an Wohnraum in die Nähe von Dortmund. Nach dem Krieg nahm sie dort eine Stelle als Deutschlehrerin an einer Schule der US Air Force an. Sie sprach gut Englisch mit amerikanischem Akzent. 1953 begann sie sich für das Motorradfahren zu begeistern, kaufte eine BMW R67/3 und tauschte sie 1955 gegen die vermutlich zweite je gebaute BMW R69. Später zog sie nach Wiesbaden, wo sie auch heute noch lebt. Sie war verheiratet mit Hans Kimmel. Das Paar hat einen Sohn (* 1961) und eine Tochter (* 30. Juli 1965).

## Motorsport

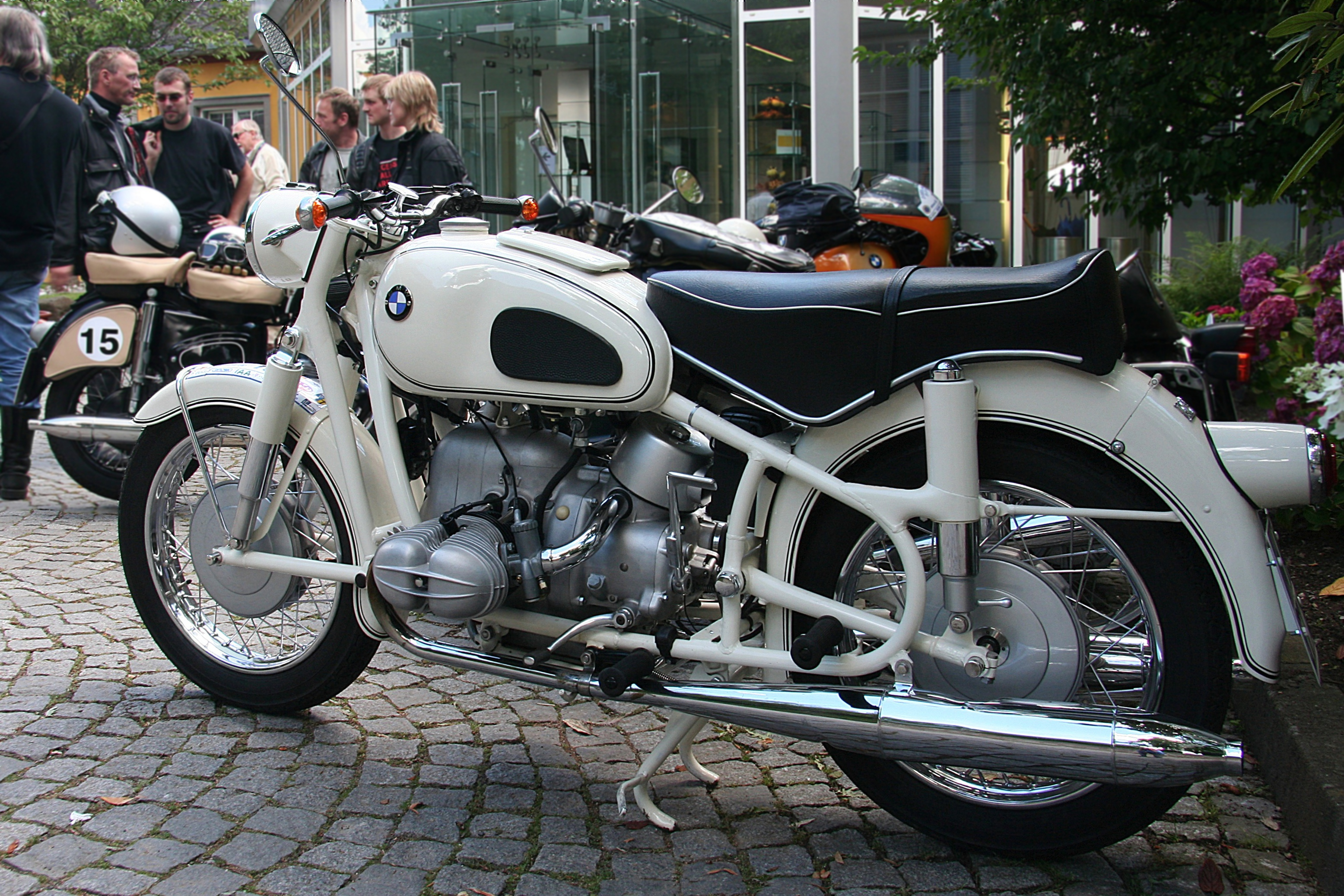
BMW R 69 S, Bj. 1966

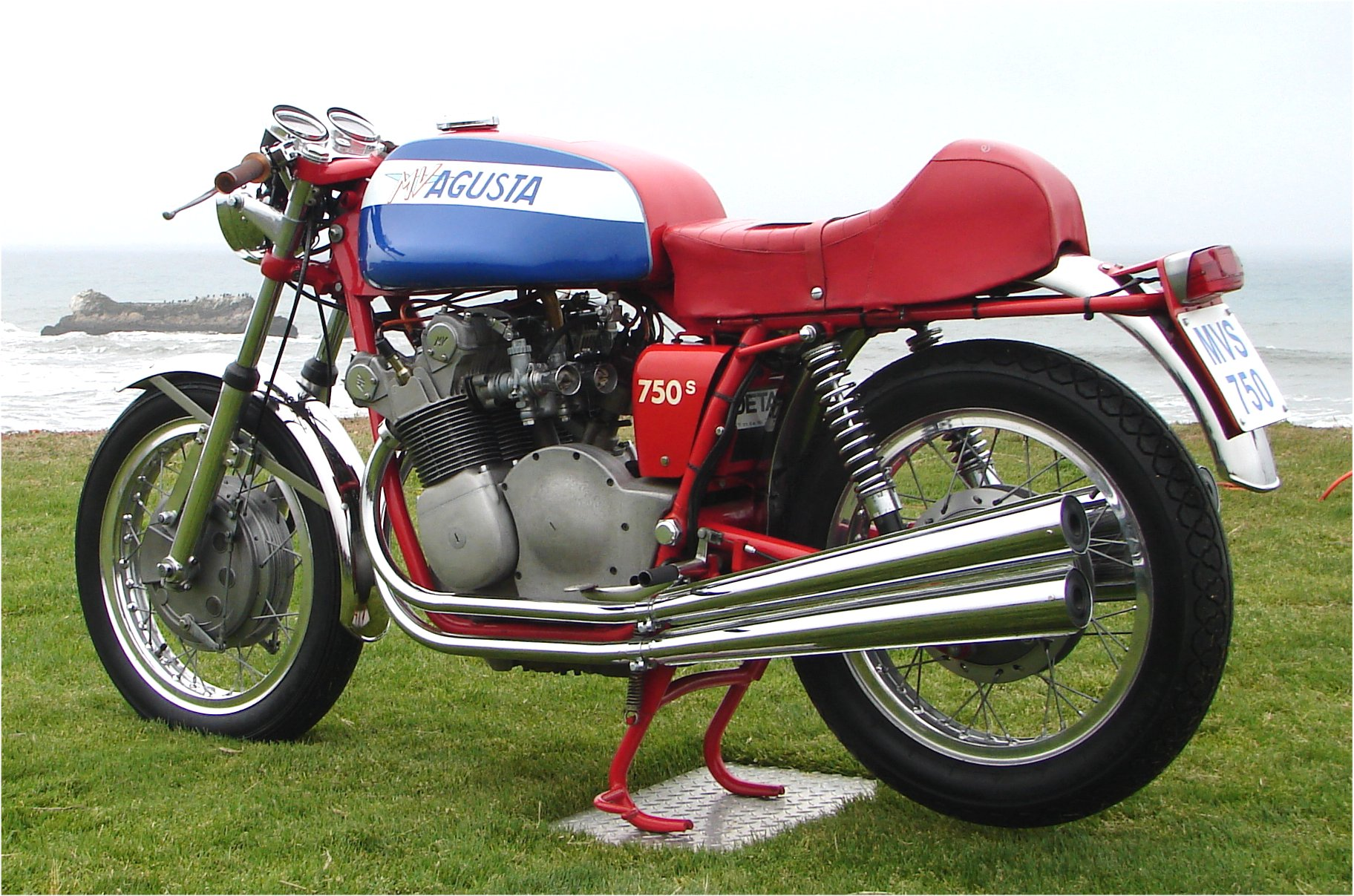
MV Agusta 750 S (1970–1973)

### Rennen
Ab Mitte der 1950er Jahre widmete sich „AEG“, so ihr Spitzname, ganz dem sportlichen Aspekt des Motorradfahrens. Sie fuhr Lang- und Rundstreckenrennen auf dem Nürburgring und dem Hockenheimring, außerdem in Großbritannien. Sie hatte kein offizielles Sponsoring mit BMW, wurde aber anscheinend von dem Hersteller mit Maschinen und Material versorgt. Dafür trat sie als Markenbotschafterin auf. Diese Verbindung bestand bis in die frühen 1970er Jahre. Durch die damals ablehnende Haltung gegenüber Frauen im Motorsport blieb ihr aber eine größere Karriere verwehrt.

### Markenwechsel
Als BMW 1970 die R 75/5 einführte, kaufte Goldmann eine der ersten. Sie fand das Motorrad hässlich und nannte es „Hyäne“. Das Modell war ihrer Meinung nach keine Konkurrenz für andere Sportbikes auf dem Markt, wie zum Beispiel die Honda CB750 oder die Norton Commando. Ende 1970 kaufte sie eine MV Agusta 750 Sport. Sie zeigte sich begeistert von Handling, Leistung, Klang und Optik. 1973 erwarb sie eine MV 750 Super Sport in Rennausführung. Das Motorrad hatte einen „aufgebohrten“ (hubraumvergrößerten) Motor, größere Vergaser, eine offene Auspuffanlage und leistete über 100 PS (73,5 kW). Es war das erste Motorrad mit Magnesiumdruckgussrädern sowie Zweischeibenbremse vorn und Einscheibenbremse hinten, das in Deutschland zum Straßenverkehr zugelassen war.

### Zusammenarbeit mit der Firma Harro
Der deutsche Hersteller Harro (ursprünglich: Ernst Harr KG, Gerberei und Lederbekleidungsfabrik, Rohrdorf bei Nagold) fertigte für sie eine der ersten einteiligen Lederkombis nach ihrem Entwurf. Der markante Rennanzug hatte einen diagonalen Reißverschluss über der Brust, der das An- und Ausziehen erleichterte. Der Schnitt war sehr körperbetont und bot nur wenig Windwiderstand. Harro produzierte anscheinend auch ihre schwere Winterausrüstung, Nierengurte und anderes Zubehör, mit dem sie oft fotografiert wurde. Vermutlich waren es Unikate, da in den 1950er Jahren keine andere Frau eine solche Ausrüstung trug und nur sehr wenige Fahrer überhaupt ihre Motorräder im Schnee fuhren.
Nach dem tödlichen Unfall eines engen Freundes (Mitte der 1970er Jahre) gab sie das Motorradfahren auf. In den folgenden Jahren reiste sie allein durch Vietnam, Kambodscha, Burma und die Sundainseln.

## Journalistische Tätigkeit
Größere gesellschaftliche (und motorsportliche) Akzeptanz fand Anke-Eve Goldmann, als sie begann für Motorradmagazine auf der ganzen Welt zu schreiben, unter anderem für Cycle World, die französische Moto Revue und Motorrad. Dabei berichtete sie sowohl über ihre eigenen Rennerfahrungen auf dem Nürburgring und anderen Strecken als auch über das allgemeine Renngeschehen in Europa.
Aufsehen erregte ihr Artikel über ein heute fast vergessenes Kapitel in der sowjetischen Sportgeschichte: die Motorradrennserie für Frauen der 1950er/60er Jahre. Für eine westdeutsche Journalistin war es ein „schockierend trotziger Akt“, 1962 während des Baus der Berliner Mauer den sowjetischen Motorsport zu dokumentieren. Infolgedessen erschien dieser Artikel nie in einer europäischen Zeitschrift, nur Cycle World in den USA veröffentlichte die Geschichte, als die Spannungen des Kalten Krieges dramatisch zunahmen und Berlin der Mittelpunkt eines möglichen Atomkrieges zwischen den Supermächten zu werden drohte.

## Sonstiges
1958 war sie eine der 9 Mitbegründerinnen der Women’s International Motorcycle Association in Europa. Anke-Eve Goldmann war darüber hinaus ein begeisterter Fan der winterlichen „Elefantentreffen“, die sie in ihrer aktiven Zeit besuchte.
André Pieyre de Mandiargues, der mit Goldmann befreundet war, gestaltete den Hauptcharakter Rebecca seines Romanes La Motocyclette nach ihrem Vorbild. Das Werk war Mandiargues’ meistverkauftes Buch und wurde bald darauf für den Film Nackt unter Leder in der Regie von Jack Cardiff mit Marianne Faithfull und Alain Delon in den Hauptrollen bearbeitet, der damals als Skandalfilm galt. Goldmann war mit diesem Projekt nicht einverstanden, da sich Fotografien von ihr in Rennkombi in der Folge zunehmend in der BDSM- und Lederfetischszene verbreiteten, was sie als Pornografie empfand. Deswegen zog sie sich danach schrittweise aus der Öffentlichkeit zurück.